# رمست
شهر رمست (به فرانسوی: Rumst) در شهرستان آنتوئر در استان آنتوئر در منطقه فلاندری در کشور بلژیک واقع شده‌است.